# Островіте (Острудський повіт)
Островіте (пол. Ostrowite, нім. Osterwitt) — село в Польщі, у гміні Домбрувно Острудського повіту Вармінсько-Мазурського воєводства.
Населення — 99 осіб (2011).

## Демографія
Демографічна структура станом на 31 березня 2011 року:
|          | Загалом | Допрацездатний вік | Працездатний вік | Постпрацездатний вік |
| -------- | ------- | ------------------ | ---------------- | -------------------- |
| Чоловіки | 54      | 15                 | 36               | 3                    |
| Жінки    | 45      | 11                 | 27               | 7                    |
| Разом    | 99      | 26                 | 63               | 10                   |